# Steg för steg
Steg för steg è un album in studio della cantante svedese Carola Häggkvist, pubblicato nel 1984.

## Tracce
1. Tommy tycker om mig
2. Jag har funnit mig själv
3. Det regnar i Stockholm
4. I am a Woman, I am
5. Som en fjäril
6. Radio Love
7. Steg för steg
8. Thunder and Lightning
9. Tokyo
10. Ännu en dag
11. I think I Like it
12. När festen tagit slut
13. 60's Medley

Edizione internazionale
1. Tommy Loves Me
2. You're Still On My Mind
3. It's Raining In Stockholm
4. I am a Woman, I am
5. Butterfly
6. Radio Love
7. One By Love
8. Thunder and Lightning
9. Tokyo
10. Let There Be Love
11. I think I Like it
12. Morning Star
13. 60's Medley